# José Hernández González
José Hernández González (Arrecife, 26 dicembre 1926 – Las Palmas de Gran Canaria, 10 ottobre 2011) è stato un calciatore spagnolo. Era soprannominato Lobito negro.

## Carriera

### Club
In attività giocava come centrocampista. Con l'Atlético Madrid vinse due campionati e una Coppa Eva Duarte.

### Nazionale
José Hernández conta una presenza con la Spagna, contro il Messico, in un'amichevole non ufficiale disputata il 28 maggio 1950 e una presenza con la selezione canaria, in un incontro con il San Lorenzo disputato il 10 gennaio 1950.

## Palmarès

### Calciatore

#### Competizioni nazionali
- Campionato spagnolo: 2

Atlético Madrid: 1949-1950, 1950-1951
- Coppa Eva Duarte: 1

Atlético Madrid: 1951